# Elmore City (Oklahoma)
Elmore City es un pueblo ubicado en el condado de Garvin en el estado estadounidense de Oklahoma. En el año 2010 tenía una población de 697 habitantes y una densidad poblacional de 580,83 personas por km².

## Geografía
Elmore City se encuentra ubicado en las coordenadas 34°37′24″N 97°23′45″O / 34.62333, -97.39583 (34.623424, -97.395707).

## Demografía
Según la Oficina del Censo en 2000 los ingresos medios por hogar en la localidad eran de $23,810 y los ingresos medios por familia eran $25,000. Los hombres tenían unos ingresos medios de $22,083 frente a los $17,159 para las mujeres. La renta per cápita para la localidad era de $12,486. Alrededor del 14.7% de la población estaban por debajo del umbral de pobreza.